# Virologie
 (juillet 2025).
La virologie est la discipline scientifique s'attachant à l'étude, l'utilisation et la lutte contre les virus et agents infectieux assimilés (viroïde, etc). La virologie est généralement considérée comme une branche de la biologie (microbiologie, agronomie en particulier pour créer des organismes génétiquement modifiés, évolution des espèces) ou de la médecine (pathologie, thérapie génique, autres thérapies innovantes basées sur les virus (cancérologie, contrôle du microbiote, etc)).
Dans ce domaines, les recherches menées servent particulièrement :
- à explorer pour un virus donné : sa structure et sa composition, les mécanismes lui permettant d'infecter un hôte, quel est son tropisme, et sa position dans la classification des virus.
- à décrire les maladies virales ainsi que retracer l'évolution des virus, notamment quand une espèce virale mute ou change d'hôte.
- à mettre à profit des techniques pour les isoler et les cultiver, dans une optique d'usages en recherche et en thérapie.

## Domaines étudiés par les virologues
- la réplication virale
- les recherches de « gain de fonction »[1]
- les pathologies virales
- l'immunité antivirale
- les vaccins viraux
- les méthodes de diagnostic
- la virothérapie et la phagothérapie
- les mesures de contrôle d'une infection
- les différents signes de manifestation du virus

## Structure et classification des virus
Les virus ont une taille variant de 30  à   450 nm environ, ce qui implique que la plupart d'entre eux ne puissent pas être observés par un microscope photonique. La forme et la structure des virus peut cependant être étudiée en microscopie électronique, en spectroscopie de résonance magnétique nucléaire, et, de façon très courante, par cristallographie aux rayons X.
Un courant majeur de la virologie se charge de classer les virus. Les virus peuvent être classés selon le type de cellule hôte qu'ils infectent: zoovirus (cellule animale), phytovirus (cellule végétale), fongivirus (cellule de champignon), et bactériophage (virus infectant des bactéries, catégorie comprenant les virus les plus complexes). Une autre classification s'appuie sur la forme géométrique de leur capside (souvent une hélice ou un icosaèdre) ou sur la structure du virus (présence ou absence d'une enveloppe lipidique par exemple). 

Le système de classification le plus largement utilisé distingue les virus selon le type d'acide nucléique qu'ils utilisent comme matériel génétique et la méthode de réplication qu'ils emploient pour pousser la cellule hôte à produire de nouvelles particules virales. On distingue :
- les virus à ADN (subdivisés en virus à ADN double brin, et les moins courants virus à ADN simple brin) ;
- les virus à ARN (subdivisés en virus à ARN simple brin à polarité positive, virus à ARN simple brin à polarité négative, rétrovirus, et les moins courants virus à ARN double brin).

Et aussi :
- la biologie moléculaire
- des virus bactériophages

## Techniques de virologie
Comme toute discipline scientifique, la virologie utilise des techniques communes à d'autres domaines, comme la culture cellulaire, mais aussi des techniques spécifiques à la virologie. 

### Techniques appliquées aux cellules
Les lignées cellulaires sont aujourd'hui largement utilisées pour effectuer des tests de criblage, ou pour obtenir des résultats préliminaires. 

#### Titrage viral
Le titrage viral est une technique permettant de déterminer la concentration d'un virus dans un milieu donné. Deux méthodes existent : la méthode des plages de lyse, et la méthode du DICT50 (équivalent de l'IC50 pour les produits toxiques). Dans les deux cas, le principe général est de diluer en série une suspension de virus, et de l'administrer à des cultures cellulaires. Après un temps d'incubation variable, l'observation de cellules lysées par le virus (= plages de lyse), ou de cellules modifiées par l'infection (=effet cytopathique) permet de quantifier les virus. Cette méthode ne permet cependant pas de quantifier les virus non-infectieux présents. 

#### Test d'activité antivirale
Cette méthode permet de vérifier si une molécule a, ou non, des propriétés antivirales. Le produit à tester est administré aux cellules, ainsi que le virus. L'observation d'un effet cytopathique, d'une mortalité cellulaire, ou de marqueurs viraux est ensuite utilisée pour évaluer l'efficacité de la molécule.

### Techniques de biologie moléculaire
Les techniques de biologie moléculaire utilisées en virologie sont générales aux autres domaines. Les principales techniques sont la PCR, la RT-PCR et la PCR quantitative. 

### L'apport de la bioinformatique
Les virus étant difficilement observables à cause de leur petite taille, la bio-informatique est de plus en plus utilisée pour des mesures prédictives, notamment en ce qui concerne les changements de conformation des virus. 

## Histoire
- 1898 : Découverte du virus de la mosaïque du tabac, alors nommé Contagium vivum fluidum
- 1898 à 1901 : Découvertes de premiers virus impliqués dans des zoonoses et maladies humaines (fièvre aphteuse, fièvre jaune)
- 1917 : Premières découvertes de virus dits bactériophages (infectant des bactéries)
- 1931 : Première découverte d'un virus oncogène (induisant le cancer chez le poulet)
- 1939 : Première photographie au microscope électronique d'un virus
- 1957 : Définition « classique » des virus par Lwoff[5]
- 1983 : Identification du VIH, rétrovirus responsable du SIDA
- 1989 : Première évaluation du nombre des virus marins (4 à 10 millions dans chaque 1 ml d'eau)
- 2003 : Première découverte d'un virus géant (le Mimivirus, dont le génome sera séquencé en 2004)
- 2008 : Découverte d'un virus encore plus gros, le Mamavirus, et découverte d'un virus « virophage » capable d'infecter un autre virus
- 2013 : Découverte de deux espèces de Pandoravirus[6],[7]